# Штрейфф, Даниэль
Даниэ́ль «Дэ́нни» Штрейфф (нем. Daniel Streiff; род. 1980) — швейцарский кёрлингист.

## Достижения
- Чемпионат Европы по кёрлингу: золото (1986).
- Чемпионат Швейцарии по кёрлингу среди мужчин: золото (1987).
- Чемпионат Швейцарии по кёрлингу среди юниоров: золото (1978).

## Команды
| Сезон   | Четвёртый        | Третий              | Второй          | Первый         | Запасной | Турниры                     |
| ------- | ---------------- | ------------------- | --------------- | -------------- | -------- | --------------------------- |
| 1978    | Феликс Лухзингер | Томас Грендельмейер | Дэнни Штрейфф   | Ueli Bernauer  |          | ЧМЮ 1978 (7 место)          |
| 1986—87 | Феликс Лухзингер | Томас Грендельмейер | Даниэль Штрейфф | Фриц Лухзингер |          | ЧЕ 1986 · ЧМ 1987 (7 место) |

(скипы выделены полужирным шрифтом)